# Ито, Мисаки
Мисаки Ито (яп. 伊東 美咲 Ито: Мисаки, род. 26 мая 1977 года) — японская актриса и модель. Настоящее имя Томоко Андзай (яп. 安斉 智子).

## Карьера
В 1999 году она рекламировала пиво марки Asahi, также она заключила эксклюзивный контракт с журналом CanCam.
В 2005 году снялась в сериале Densha otoko.
Она также рекламировала косметику Shiseido и часы seiko, в настоящее время компания Vodafone использует её как модель для рекламы своей продукции. Так же принимала участие в озвучивании мисс Nagai в игре James Bond 007: Everything or Nothing.

## Личная жизнь
В 2009 году вышла замуж за директора компании Ёсиноро Эномото. В 2010 году у них родилась дочь. В 2015 году у них родился сын. В 2019 году у них родилась вторая дочь.

## Фильмография

### Фильмы
- Tengoku de Kimi ni Aetara (2007)
- Last Love (2007)
- Tsubakiyama: Kachou no Nanoka-kan (2006)
- About Love (2005)
- Tsuri Baka Nisshi 16 (яп. 釣りバカ日誌16 浜崎は今日もダメだった♪♪) (2005)
- Umineko (яп. 海猫) (2004)
- 9 душ (2003)
- Ju-on: The Grudge (яп. 呪怨) (2003)
- Face to Face (яп. The Snows 白髪鬼) (2002)
- Yomigaeri (яп. 黄泉がえり) (2002)
- Moho Han (яп. 模倣犯) (2002)

### ТВдорамы
- Ejison No Haha (2008)
- Yama Onna Kabe Onna (2007)
- Maison Ikkoku (2007)
- Densha Otoko (2006)
- Sapuri (2006)
- Kiken na Aneki (2005)
- Densha Otoko (2005)
- Tiger & Dragon (2005)
- HOTMAN 2 (2004 TBS)
- Itoshi Kimie (2004)
- Kunimitsu no Matsuri (2003)
- Ryuuten no ouhi - Saigo no koutei (2003)
- Tokyo Love Cinema (2003)
- Yoomigaeri (2003)
- Blackjack ni Yoroshiku (2003)
- You're Under Arrest (2002)
- Lunch no Joou (2002)
- Gokusen (2002)
- Suiyoubi no Jouji (2001)
- Beauty 7 (2001)
- Shin Omizu no Hanamichi (2001)
- Love Complex (2000)

### Реклама
- Shiseido (2005)
- Hitachi
- Vodafone
- Choya
- Nestle Japan
- Mazda
- Seiko
- All Nippon Airways
- Daiwa Securities

### Видео игры
- James Bond 007: Everything or Nothing (2004)

## Награды
- Лучшая улыбка года (2003)
- 15th Japan Jewelry Best Dresser Prize
- 29th Erandol Newcomer Prize
- 28th Japan Academy Award Newcomer Prize
- 34th Best Dresser Prize
- 43rd Golden Arrow Prize — Broadcasting and drama section
- 19th DVD Best Talent Prize
- 1st Japan Golden Raspberry Award
- 24th Diamond Personality Prize